# Zoe Levin
Zoe Levin (Chicago, 24 novembre 1993) è un'attrice statunitense.

## Biografia
Zoe Levin è nata il 24 novembre 1993 a Chicago. Ha iniziato a recitare fin da piccola, ottenendo il suo primo ruolo importante all'età di tredici anni. Si è poi trasferita a Los Angeles per studiare comunicazione e belle arti alla Loyola Marymount University. La sua carriera vera e propria è iniziata nel 2010, venendo selezionata per recitare nel film di David Schwimmer, Trust. Ciò è stato possibile grazie alle sue apparizioni teatrali, mentre faceva parte della compagnia Lookingglass Theatre Company.

### Carriera
Nel 2013 Zoe Levin ha interpretato Emily nel film Palo Alto e Tasha in Beneath the Harvest Sky. Nel 2014 Zoe ha preso parte alla serie televisiva Red Band Society, dove interpretava Kara Souders. Nel 2019 prende parte alla serie Netflix Bonding, dove interpreta la protagonista Tiffany "Tiff" Chester. Inoltre partecipa alle riprese del film, di prossima distribuzione, The Long Home, diretto da James Franco.

### Vita privata
Attualmente Zoe Levin vive a Chicago.

## Filmografia

### Cinema
- Trust, regia di David Schwimmer (2010)
- Vacanze hawaiiane (Hawaiian Vacation), regia di Gary Rydstrom – cortometraggio (2010) – voce
- Advantage: Wienberg, regia di David Singer – cortometraggio (2012)
- C'era una volta un'estate (The Way, Way Back), regia di Nat Faxon e Jim Rash (2013)
- Palo Alto, regia di Gia Coppola (2013)
- Beneath the Harvest Sky, diretto da Aron Gaudet (2013)
- Summertime, regia di Edward Burns (2018)

### Televisione
- Arrested Development - Ti presento i miei (Arrested Development) – serie TV, episodio 4x12 (2013)
- Red Band Society – serie TV, 13 episodi (2014-2015)
- Relationship Status – serie TV, episodi 1x03-1x04-1x06 (2016)
- Bonding – serie TV, 15 episodi (2019-2021)
- Infiltrati alla Casa Bianca - White House Plumbers (White House Plumbers) – miniserie TV, 5 puntate (2023)

## Doppiatrici italiane
Nelle versioni in italiano delle opere in cui ha recitato, Zoe Levin è stata doppiata da:
- Giulia Tarquini in Trust
- Erica Necci in C'era una volta un'estate
- Giulia Franceschetti in Red Band Society
- Veronica Puccio in Bonding